# Río Sorreig
El río Sorreig es un curso de agua del nordeste de la península ibérica, afluente del Ter. Discurre por la provincia de Barcelona.

## Curso
El río, que discurre por la provincia española de Barcelona, nace en el Llusanés. Tras bañar el término municipal de Santa Cecilia de Voltregá y sortear dos saltos, se adentra en la plana de Vic y acaba desaguando en el Ter entre Manlleu y el santuario de Nuestra Señora de la Gleva. Aparece descrito en el decimocuarto volumen del Diccionario geográfico-estadístico-histórico de España y sus posesiones de Ultramar de Pascual Madoz con las siguientes palabras:

SORREIG: r. en la prov. de Barcelona, part. jud. de Berga; tiene su origen en la comarca de Llusanés, y se dirige por la parte alta del térm. de Sta. Cecilia de Voltregá en el part. de Vich, en cuyo l. tiene dos saltos; en el borde de uno de estos hay un molino harinero; en el segundo se despeña el agua de un enorme peñasco á unos 50 palmos de elevacion, y cae en una olla llamada en el pais gorch-negre algo estrecha, pero de una profundidad desconocida, abundante en barbos y anguilas, en cuyo punto suelen formarse tempestades, y siguiendo su curso hácia el E. va internándose en la plana de Vich hasta desaguar en el Ter entre Manlleu y el santuario de la Gleva.
(Madoz, 1849, p. 504)